# Vanajavesi
Der Vanajavesi ist ein See im Südwesten Finnlands in den Landschaften Pirkanmaa, Kanta-Häme und Päijät-Häme. 
Der See hat eine Fläche von 149,8 km² und liegt auf einer Höhe von 79,4 m. 
Die größte Stadt nahe dem Seeufer des Vanajavesi ist Hämeenlinna.
Weitere Städte in unmittelbarer Nähe sind Valkeakoski und Urjala.
Die nordöstlich gelegene Seenkette bestehend aus Längelmävesi, Vesijärvi, Roine, Pälkänevesi und Mallasvesi,  fließt bei Valkeakoski dem Vanajavesi zu.
Südöstlich liegt eine weitere Seenkette bestehend aus Lummene, Vehkajärvi, Vesijako, Kuohijärvi, Kukkia, Iso-Roine, Hauhonselkä und Ilmoilanselkä, welche in den zuvor erwähnten See Mallasvesi entwässert wird.
Von Süden fließt eine weitere Kette aus Seen und Flüssen, welche ihren Ursprung im Pääjärvi im Osten und Loppijärvi im Westen haben, dem Vanajavesi zu.  
Im Südwesten liegen weitere Seen, darunter der Rutajärvi, die den Vanajavesi speisen.  
Das Wasser des Vanajavesi fließt über die Kuokkalankoski-Stromschnellen nach Nordwesten ab und mündet bei Lempäälä in den See Pyhäjärvi.
Somit liegt der Vanajavesi im Einzugsgebiet des Kokemäenjoki.

## Nationale Landschaft
Der Vanajavesi mit seiner Umgebung bildet das Zentrum der historischen Provinz Häme.
Das finnische Umweltministerium erklärte dieses Gebiet in den 1990er Jahren zu einer der „nationalen Landschaften“ Finnlands.